# Sainte-Agathe-d'Aliermont
Sainte-Agathe-d'Aliermont és un municipi francès situat al departament del Sena Marítim i a la regió de Normandia. L'any 2007 tenia 310 habitants.

## Demografia

### Població
El 2007 la població de fet de Sainte-Agathe-d'Aliermont era de 310 persones. Hi havia 108 famílies de les quals 16 eren unipersonals (16 dones vivint soles i 16 dones vivint soles), 44 parelles sense fills, 44 parelles amb fills i 4 famílies monoparentals amb fills.
La població ha evolucionat segons el següent gràfic:
Habitants censats

### Habitatges
El 2007 hi havia 125 habitatges, 111 eren l'habitatge principal de la família, 11 eren segones residències i 3 estaven desocupats. 115 eren cases i 9 eren apartaments. Dels 111 habitatges principals, 85 estaven ocupats pels seus propietaris, 22 estaven llogats i ocupats pels llogaters i 4 estaven cedits a títol gratuït; 4 tenien dues cambres, 11 en tenien tres, 33 en tenien quatre i 63 en tenien cinc o més. 107 habitatges disposaven pel capbaix d'una plaça de pàrquing. A 50 habitatges hi havia un automòbil i a 55 n'hi havia dos o més.

### Piràmide de població
La piràmide de població per edats i sexe el 2009 era:
| Homes | Edats   | Dones |
| ----- | ------- | ----- |
| 0     | 95 o +  | 0     |
| 4     | 90 a 94 | 0     |
| 8     | 85 a 89 | 12    |
| 8     | 80 a 84 | 8     |
| 0     | 75 a 79 | 4     |
| 8     | 70 a 74 | 4     |
| 4     | 65 a 69 | 4     |
| 0     | 60 a 64 | 8     |
| 4     | 55 a 59 | 4     |
| 4     | 50 a 54 | 4     |
| 12    | 45 a 49 | 8     |
| 12    | 40 a 44 | 8     |
| 0     | 35 a 39 | 8     |
| 8     | 30 a 34 | 12    |
| 8     | 25 a 29 | 8     |
| 8     | 20 a 24 | 12    |
| 8     | 15 a 19 | 12    |
| 8     | 10 a 14 | 8     |
| 20    | 5 a 9   | 12    |
| 20    | 0 a 4   | 12    |

## Economia
El 2007 la població en edat de treballar era de 191 persones, 136 eren actives i 55 eren inactives. De les 136 persones actives 121 estaven ocupades (73 homes i 48 dones) i 15 estaven aturades (4 homes i 11 dones). De les 55 persones inactives 16 estaven jubilades, 12 estaven estudiant i 27 estaven classificades com a «altres inactius».

### Ingressos
El 2009 a Sainte-Agathe-d'Aliermont hi havia 106 unitats fiscals que integraven 296 persones, la mediana anual d'ingressos fiscals per persona era de 13.111 €.

### Activitats econòmiques
Dels 4 establiments que hi havia el 2007, 1 era d'una empresa alimentària, 2 d'empreses de fabricació d'altres productes industrials i 1 d'una empresa de construcció.
L'únic servei als particulars que hi havia el 2009 era un taller de reparació d'automòbils i de material agrícola.
L'únic establiment comercial que hi havia el 2009 era una fleca.
L'any 2000 a Sainte-Agathe-d'Aliermont hi havia 14 explotacions agrícoles que ocupaven un total de 774 hectàrees.

## Equipaments sanitaris i escolars
El 2009 hi havia una escola elemental integrada dins d'un grup escolar amb les comunes properes formant una escola dispersa.

## Poblacions més properes
El següent diagrama mostra les poblacions més properes.